# The Runaways (Film)
The Runaways ist ein im Jahr 2010 erschienener biographischer Film über die gleichnamige Band aus den 1970er Jahren. Regie führte Floria Sigismondi, die auch das Drehbuch schrieb.
Der Film basiert teilweise auf Lead-Sängerin Cherie Curries 1989 erschienener Autobiographie Neon Angel: The Story Cherie Currie, die Einzelheiten ihrer gebrochenen Kindheit, den Aufstieg zu Ruhm und ihren anschließenden Kampf und ihre Erholung von Drogen- und Alkoholsucht enthält.
In den USA lief der Film am 9. April 2010 in den Kinos an. In Deutschland lief der Film nicht im Kino, sondern erschien direkt auf DVD, die seit dem 22. Oktober 2010 im Handel erhältlich ist.

## Handlung
Es ist das Jahr 1975. Joan „Jett“ Larkin trägt schwarze, maskuline Lederklamotten und versteht sich selbst als Glycerin Queen und The Wilde One, nach zwei Songs von Suzi Quatro. Im Musikunterricht widersetzt sich die aufbegehrende Rockmusikerin dem Gitarrenlehrer, der ihr das für akustische Gitarre konzipierte Folk-Lied On Top of Old Smoky beibringen möchte, um Joan grundlegende musikalische Akkorde zu vermitteln. Stattdessen will Joan Jett jedoch Songs wie  Johnny B. Goode von Chuck Berry und Smoke on the Water von Deep Purple einstudieren, woraufhin der konservative Gitarren-Lehrer bemerkt: „Mädchen spielen keine elektrische Gitarre.“ Voller Trotz stöpselt Joan daraufhin ihre mitgebrachte E-Gitarre in einen Verstärker ein und schrammelt auf den Saiten, um ihren Lehrer zu provozieren. 
Währenddessen bereitet sich Schülerin Cherie Currie auf eine Talent-Show in ihrer Schule vor, wofür sie sich einen roten Blitz auf ihr Gesicht schminkt, ähnlich dem von David Bowie auf dem Plattencover seines Albums Aladdin Sane von 1973. Bei dem Wettbewerb tanzt sie zu Bowies Ballade Lady Grinning Soul, jedoch wird sie vom Publikum mit zusammengeknülltem Papier beworfen, gewinnt aber dennoch den Wettbewerb. Cherie ist unzufrieden mit ihrem Familienleben, so sitzt sie an ihrem Geburtstag einsam vor einer Torte am Küchentisch. Von ihrem Vater, der ihr aus beruflichen Gründen nur am Telefon gratulieren kann, fühlt sie sich vernachlässigt.
Der schummrige Musikclub Rodney Bingenheimer’s English Disco des gleichnamigen Radio-DJs ist ein Treffpunkt der Glam-Rock-Szene auf dem Sunset Strip in Los Angeles. Hier macht der zynisch auftretende Plattenproduzent Kim Fowley, der sich auffallend grell schminkt, Joan Jett und Cherie Currie miteinander bekannt. Nach anfänglichen Zweifeln erklärt sich Fowley bereit, für eine rein weibliche Rockband mit der Gitarristin Joan Jett und der gerade einmal fünfzehnjährigen Sängerin Cherie Currie das Management zu übernehmen. Für das letztendlich fünfköpfige Bandprojekt legt Initiatorin Joan Jett die Voraussetzungen fest: „Keine Jungs, ich will was mit anderen Mädels machen.“ 
Als Proberaum dient dem Quintett ein heruntergekommener Wohnwagen im San Fernando Valley. Gemeinsam proben die fünf Rockmusikerinnen dort den von Manager Kim Fowley und Gitarristin Joan Jett für die noch unbeholfene Sängerin Cherie Currie komponierten Song Cherry Bomb. Am Mikrofonständer fasst die zunächst noch unsichere Sängerin Cherie immer mehr Selbstvertrauen. Dabei erweist sich Kim Fowley, der unbedingten Leistungswillen verlangt, als strenger Lehrmeister. Anschließend veranstalten die Bandmitglieder unter dem Hollywood Sign ein nächtliches Trinkgelage, bei dem sie einander persönliche familiäre Hintergründe anvertrauen. So kommt Cherie, deren leiblicher Vater alkoholkrank ist, nicht mit ihrer kontrollsüchtigen Mutter zurecht, die als Schauspielerin tätig ist. Diese stellt ihren beiden Töchtern ihren neuen Lebensgefährten vor, womit Cherie überfordert ist. 
Zur Vorbereitung der fünf Rockerinnen auf das rüde Publikum in einschlägigen Musikclubs lässt Manager Fowley die Rockband während einer Probe im Wohnwagen von drei Helfern mit Müll wie leeren Bierdosen bewerfen. Diese Methode bezeichnet der exzentrische Fowley als „Pöbler-Training“, wobei Fowley unmissverständlich klarstellt: „Ihr werdet jetzt trainiert wie die verschissenen Vietcong.“ Auf diese Weise entwickelt das weibliche Quintett, das auf einer privaten Hausparty die trinkfreudigen Besucher mit dem Song California Paradise unterhält, allmählich die nötige Bühnensicherheit. Mit Blick auf ein Promofoto beschreibt Manager Kim Fowley seinen Schützling Joan Jett mit dem Satz: „Das Herz der Band, die straßenkampferprobte Brünette.“
Die Band begibt sich unter dem Namen The Runaways auf eine erste Ochsentour durch kleine Clubs, auf der ihre Mitglieder ungehemmt Drogen wie Pillen und Kokain konsumieren. In einem Hotel, in dem die Rockerinnen absteigen, tollen sie im Swimmingpool umher. Joan Jett, die mit einer mit Schnaps gefüllten grünen Wasserpistole um sich schießt, bringt Schlagzeugerin Sandy West bei, sich im Badezimmer mit dem Duschkopf selbst zu befriedigen. Während des Soundchecks vor einem Auftritt, bei dem The Runaways den Song Queens of Noise anstimmen, geraten Joan Jett und Sandy West in einen Streit mit zwei langhaarigen, männlichen Mitgliedern der Hauptband, die den Musikerinnen kurzerhand die E-Gitarre aus dem Verstärker ausstöpseln. Darauf verschaffen sich Joan Jett und Sandy West während der Abwesenheit der Hauptband unerlaubt Zutritt zu deren Garderobe. Dort zieht Joan ihre schwarze Lederhose herunter und uriniert aus Rache auf eine sich dort befindliche E-Gitarre. „Vielleicht gibt das dem Sound ein bisschen Schärfe“, kommentiert Joan ihren Streich. Darüber hinaus fühlen sich The Runaways als Vorband vom Veranstalter ungerecht behandelt, da die deutlich ältere Hauptband ein besseres Catering serviert bekommt. 
In einer Rollschuh-Diskothek schmettern The Runaways den von der singenden Gitarristin Joan Jett getragenen Song I love playin’ with fire. Danach entwickelt sich zwischen Joan Jett und Cherie Currie eine enge Freundschaft, die amouröse Aspekte andeutet. Schließlich nimmt die Plattenfirma Mercury Records die aufstrebende Band unter Vertrag. In Bezug auf den für sie charakteristischen Song Cherry Bomb lässt sich Cherie eine rote Kirsche als Tätowierung auf die rechte Schulter stechen. Auf der anderen Seite entfremdet sich Sängerin Cherie zunehmend von ihrer zu Hause gebliebenen Zwillingsschwester Marie Currie, die sich der Rockband als Visagistin und Modedesignerin anbietet, was ihre Schwester jedoch ablehnt. Marie ist wütend, dass sie in der kalifornischen Provinz zurückbleiben muss. 
Für Promotionzwecke arrangiert Manager Kim Fowley ein Fotoshooting mit Cherie Currie für ein japanisches Hochglanzmagazin. Dafür erhält sie Besuch von einem Fotografen, der Cherie im heimischen Garten leicht bekleidet in erotischen Posen fotografiert, woraufhin die hinzukommende, entsetzte Großmutter Cheries empört mit ihrem Gehstock auf das Kamerateam losgeht. Mit den aufreizenden Fotos, die Cherie Currie als laszives Sexobjekt inszenieren, sind die restlichen vier Bandmitglieder nicht einverstanden, zumal sie von den sexistischen Bildern erst nach der Veröffentlichung erfahren. Es geht ein Riss durch das ohnehin belastete Bandgefüge. 
Zu diesem Zeitpunkt befinden sich The Runaways auf Tournee in Japan, wo eine euphorische Fangemeinde das populäre Quintett empfängt. Während eines Konzerts vor japanischem Publikum führen The Runaways ihren Hit Cherry Bomb auf. Hierfür trägt Sängerin Cherie ein weißes Korsett und schwarze Strapse. Später wird sie nach einem drogen- und alkoholbedingten Zusammenbruch in ein Krankenhaus eingeliefert. Die Band kehrt in die Vereinigten Staaten zurück, wo sie sich zu Aufnahmen in einem Tonstudio zusammenfindet. Hier kritisiert Gitarristin Lita Ford, dass Sängerin Cherie Currie in der medialen Berichterstattung zu stark im Vordergrund steht und die anderen vier Bandmitglieder hinter ihr weniger Beachtung finden. Cherie, die auch der herrische Befehlston von Manager Kim Fowley stört, verlässt darauf wegen unüberbrückbarer Differenzen seelisch angeschlagen die Rockband. Cherie Currie steht völlig neben sich: In einem Supermarkt, in dem sie eine Flasche Wodka kaufen will, beschimpft sie die Kassiererin und den Filialleiter, der sie des Hauses verweist. Nach einem neuerlichen Zusammenbruch landet Cherie in einer geschlossenen Psychiatrie, in der sie Besuch von ihrer Schwester Marie erhält.
Unterdessen startet Joan Jett eine Solokarriere und gründet ihre neue Band The Blackhearts. In diesem Zusammenhang gelingt ihr mit dem Song I Love Rock ’n’ Roll ein außerordentlicher Hit. Während eines Radio-Interviews mit DJ Rodney Bingenheimer fasst Studiogast Joan Jett rückblickend den Werdegang von The Runaways kritisch zusammen. Cherie ruft in der Live-Radio-Show an und wird der Sendung zugeschaltet. In einem kurzen Gespräch  mit ihrer überrascht reagierenden ehemaligen Bandkollegin Joan erzählt Cherie, dass sie mittlerweile als Schauspielerin tätig sei. Versonnen lächelt Joan Jett in sich hinein, während der Radio-DJ den Song Crimson and Clover abspielt.

## Dargestellte Personen

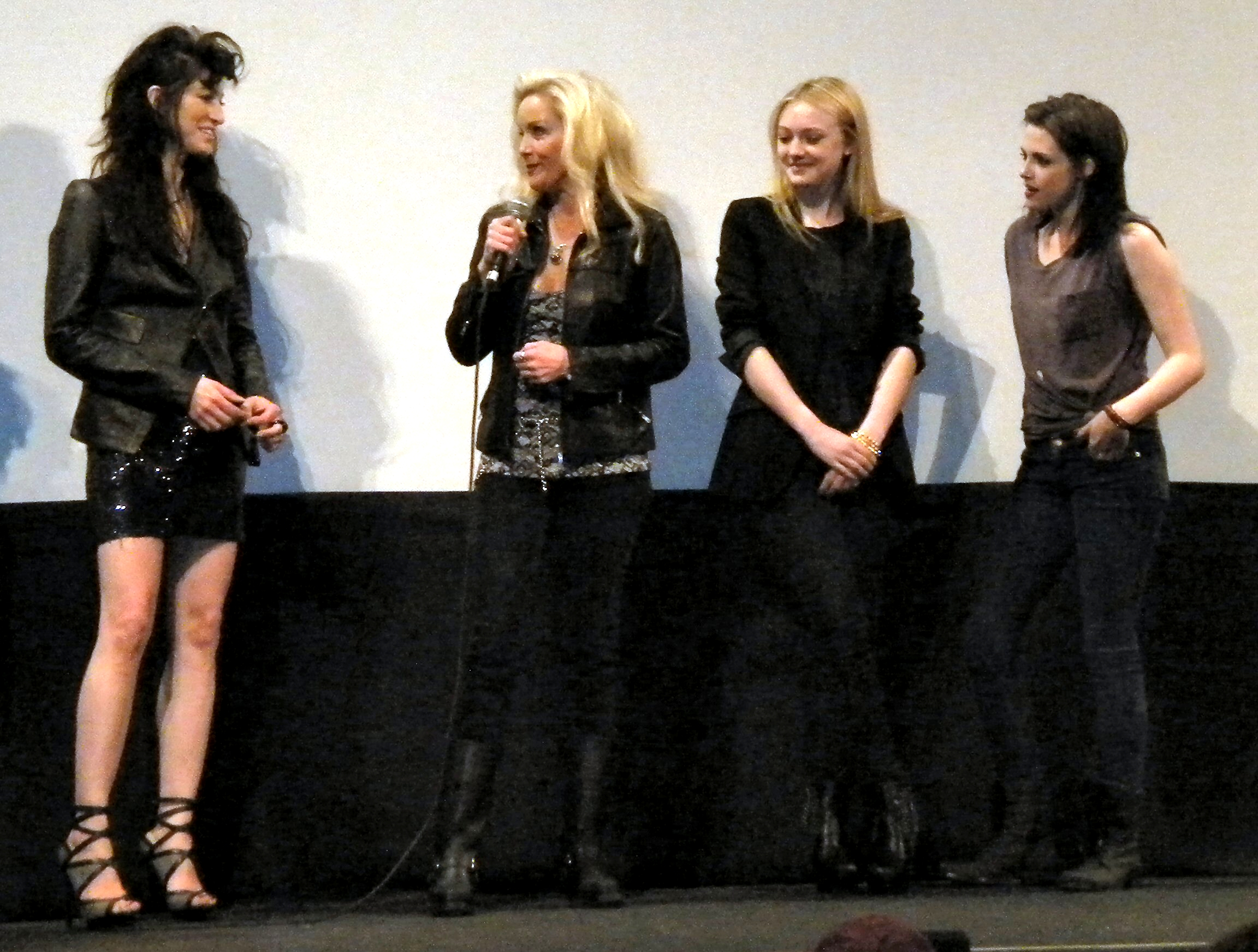
Von links nach rechts: Floria Sigismondi, Cherie Currie, Dakota Fanning und Kristen Stewart (2010)

Die Bandmitglieder in dem Film sind:
- Joan Jett, Mitbegründerin und Gitarristin der Band. Jett war zusammen mit ihrem Manager Kenny Laguna Executive Producer dieses Filmprojekts.[2]
- Cherie Currie, die Leadsängerin der Band.
- Lita Ford, die Lead-Gitarristin der Band.
- Sandy West, Mitbegründerin und Schlagzeugerin der Band.
- Robin, eine fiktionalisierte, recht schweigsame Mischperson, die auf den Bassistinnen der Band Jackie Fox und Vicki Blue beruht.[3] Fox hatte die Erlaubnis zur Verwendung ihres Namens für den Film verweigert.[4]

Andere dargestellte Personen sind 
- Marie Currie, Zwillingsschwester von Cherie Currie (entgegen der Realität im Film als zweieiige Zwillinge dargestellt).
- Tammy, ein Groupie.
- Rodney Bingenheimer, ein Radio-DJ.
- Kim Fowley, der Band-Manager und Produzent.
- Marie Harmon, eine Sängerin.

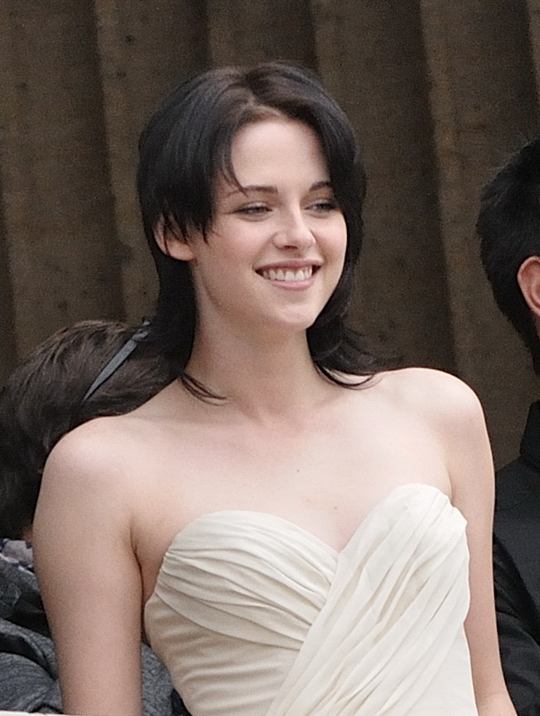
Kristen Stewart spielt Joan Jett
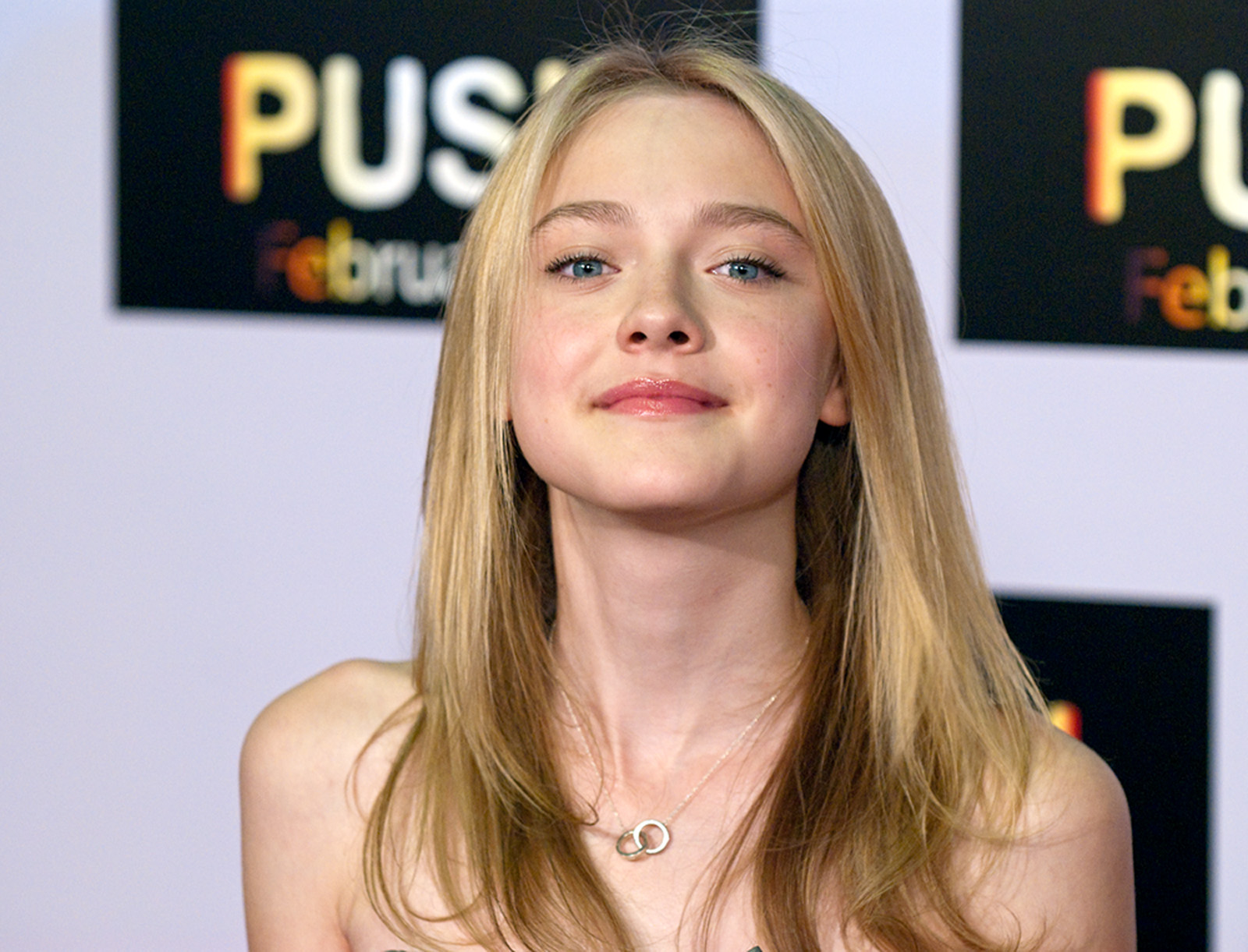
Dakota Fanning spielt Cherie Currie
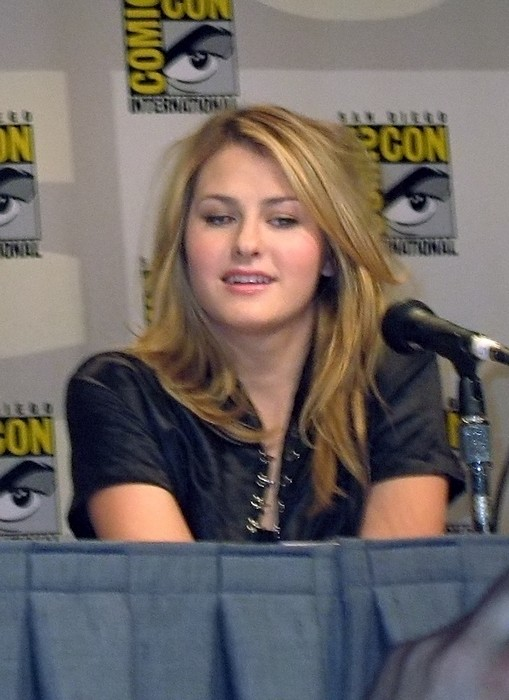
Scout Taylor-Compton spielt Lita Ford
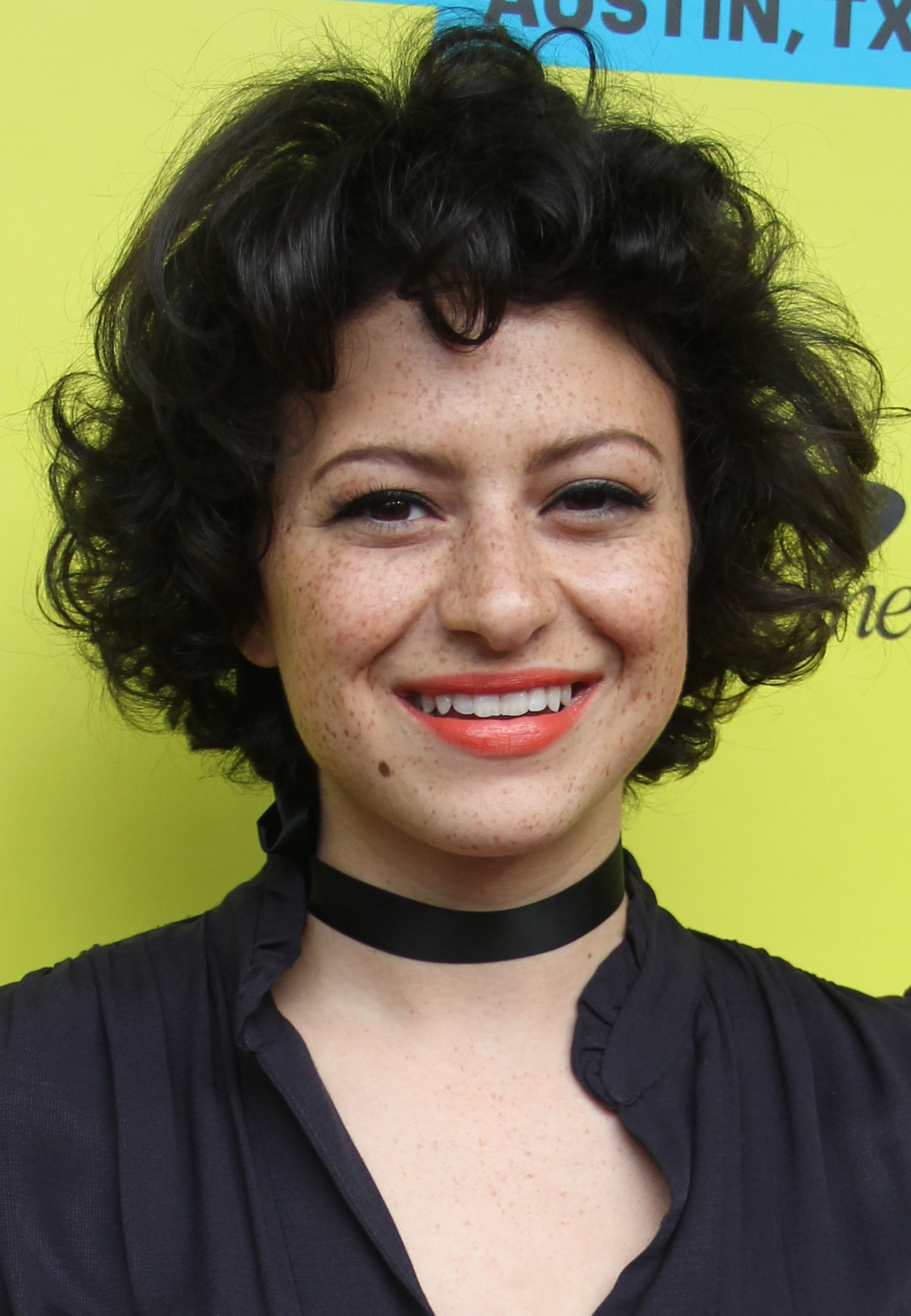
Alia Shawkat spielt die fiktive Robin
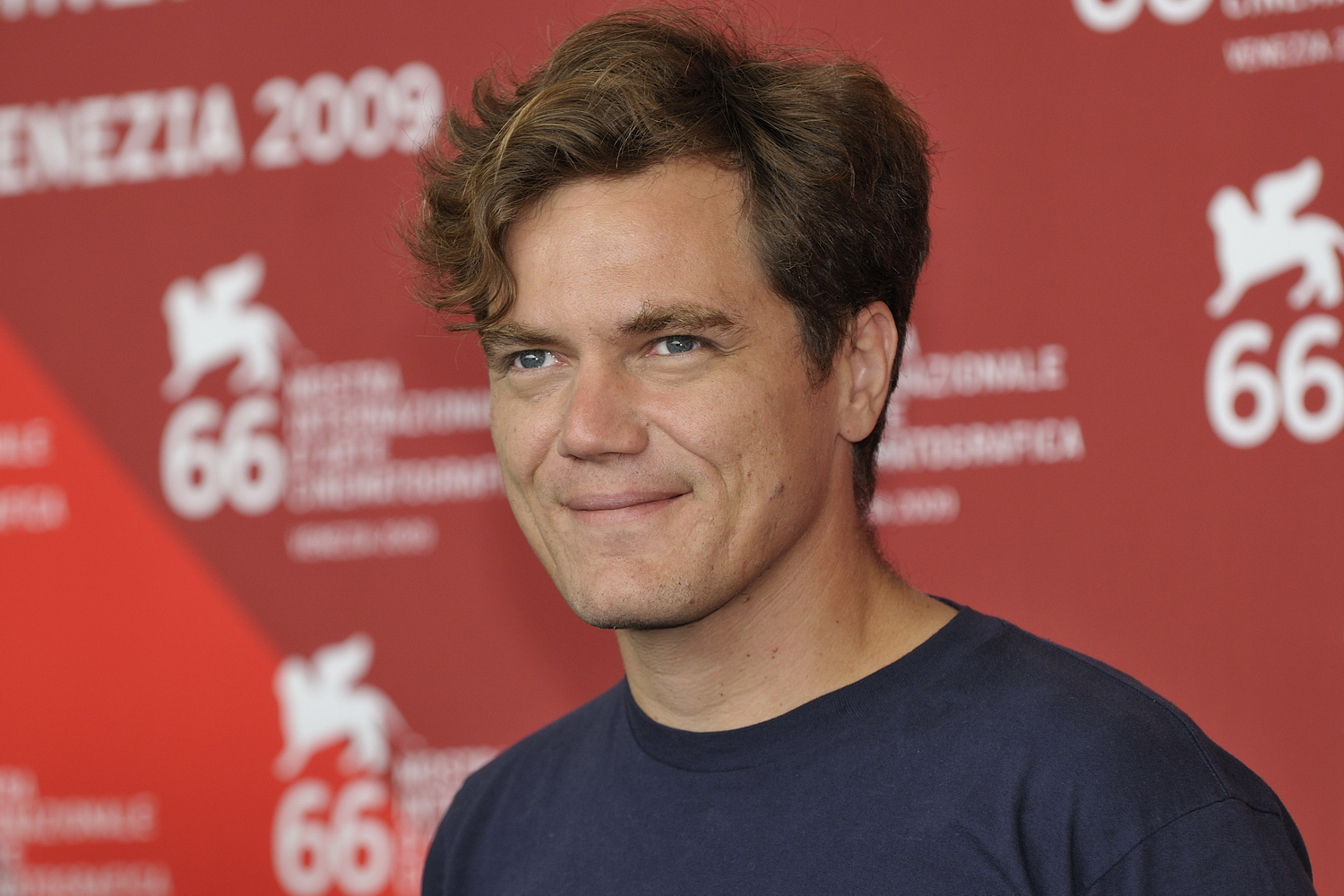
Michael Shannon spielt Kim Fowley

## Soundtrack
In den USA und in Deutschland erschien am 23. März 2010 der Soundtrack zum Film.
Dieser umfasst folgende Titel:
- Roxy Roller – Nick Gilder
- The Wild One – Suzi Quatro
- It’s a Man's Man's Man's World – MC5
- Rebel Rebel – David Bowie
- Cherry Bomb – Dakota Fanning & Kristen Stewart
- Hollywood – The Runaways
- California Paradise – Dakota Fanning
- You Drive Me Wild – The Runaways
- Queens Of Noise – Dakota Fanning & Kristen Stewart
- Dead End Justice – Kristen Stewart & Dakota Fanning
- I Wanna Be Your Dog – The Stooges
- I Wanna Be Where the Boys Are – The Runaways
- Pretty Vacant – Sex Pistols
- Don’t Abuse Me – Joan Jett

## Auszeichnungen
- MTV Movie Awards 2010: Nominierung als Bester Kuss für Kristen Stewart und Dakota Fanning

## Rezeption
Das deutsche Online-Portal kino.de schrieb im November 2010: „Von 1975 bis 1977 mischten die Runaways die Rockszene in Los Angeles auf – vier minderjährige Mädchen, die mit ‚Cherry Bomb‘ einen nachhaltigen Hit landen konnten. Basierend auf der Autobiographie von Sängerin Cherie Currie, ‚Neon Angel‘, realisierte Videoclipspezialistin Floria Sigismondi einen Musikfilm, der es mit den Tatsachen nicht immer ganz genau nimmt, Konflikte zwischen Currie und Gitarristin Joan Jett (großartig gespielt von Dakota Fanning und Kristen Stewart) zuspitzt und doch punktgenau die aufgeladene Atmosphäre der Tage kurz vor Punk trifft.“
Auf der US-amerikanischen Unterhaltungswebsite The A.V. Club lobte Cherie Currie im März 2010 die Schauspielerin Dakota Fanning für ihre Darstellung im Film, merkte aber an, dass eine Reihe von in ihrem Buch beschriebenen Ereignissen nicht in den Film aufgenommen worden seien. So sagte sie: „Das ist der Film [der Filmemacher]. Dies ist ihre Darstellung. Dies ist ihre Version der Geschichte. Mein Buch ist eine völlig andere Geschichte. Mein Buch ist die wahre Geschichte. [Die Handlung des Filmes] ist nur ein leichteres Aufblitzen dessen, was die Runaways für eine gewisse Zeit waren. Wie kann man aus zweieinhalb Jahren einen anderthalbstündigen Film machen, der auch nur annähernd dem entspricht, was tatsächlich passiert ist? Es ist ein Epos. Die wahre Geschichte ist ein Epos und das wäre als Film nicht umsetzbar gewesen.“
In der US-amerikanischen Lifestyle-Zeitschrift Interview meinte Joan Jett im Februar 2010, dass der Film das Los Angeles der 1970er Jahre, „diese Musik, diese Art von Kombination aus Glam und Intensität“ gut eingefangen habe, sagte aber auch: „Anfangs wurde [der Film] fälschlich […] als ‘Biopic’ bezeichnet, was eine wörtliche Wiedergabe des [wahren] Hergangs andeutet. Aber für mich ist es eher eine parallele Erzählung zu[r Geschichte der] Runaways. [Der Film] basiert auf Cheries Buch, kommt damit definitiv aus ihrer Perspektive und konzentriert sich eher auf uns beide und Kim.“

## Hintergrund
Für die Szene, in der die Rockgruppe The Runaways 1976 ihren Plattenvertrag bei Mercury Records unterschreibt, in dem dunklen Büro mit den Goldenen Schallplatten im Hintergrund an der Wand, studierten die Schauspielerinnen ein altes Archivfoto von der damaligen Vertragsunterzeichnung, um den Kleidungsstil der Rockgruppe in Bezug auf das Kostümdesign möglichst originalgetreu zu imitieren. In dieser Szene unterschreibt Schauspielerin Dakota Fanning den Vertrag mit der linken Hand, denn die Gitarristin Cherie Currie, die sie verkörpert, ist tatsächlich Linkshänderin. In der folgenden Szene, wenn Dakota Fanning in der Küche sitzt, trägt sie einen hellbraunen Ledergürtel, der Cherie Currie gehört und den sie Fanning für die Dreharbeiten zur Verfügung stellte. Während der Vorbereitungsphase musste Darstellerin Kristen Stewart, die sich ab ihrem zehnten Lebensjahr das Gitarre-Spielen selbst beibrachte, sechs Songs der Runaways einstudieren und den individuellen Stil von Joan Jett nachahmen, die auf ihrer E-Gitarre häufig schwierig zu greifende Barré-Akkorde verwendet. Bei dieser Technik spielt man mehrere Saiten mit einem Finger gleichzeitig. Für die Vorbereitung auf den Dreh hätte sich Kristen Stewart mehr Zeit gewünscht, um ihr Spiel auf der gelben Gibson Les Paul, die sie im Film umhängen hat, weiter vertiefen zu können und um das Instrument besser zu beherrschen. Während der Aufzeichnung der Konzertszene in Japan, bei der man Dakota Fanning in einem engen weißen Korsett mit schwarzen Strapsen und Kristen Stewart in einem knallroten Catsuit mit schwarzem Nietenarmband sieht, standen die echte Joan Jett und Cherie Currie und deren Familienmitglieder im aus Statisten bestehenden Publikum.
Die Szene, in der Sängerin Cherie Currie nach dem bandinternen Streit mit einem Einkaufswagen eine Flasche Wodka kaufen will, das Personal beleidigt und ein Werbeplakat von der Wand reißt, wurde in einem koscheren Lebensmittelgeschäft gedreht. Da die Filmcrew für den Dreh der Szene länger brauchte, als mit der Geschäftsführung des Supermarkts vereinbart war, musste das Filmteam während der regulären Öffnungszeit im Beisein gewöhnlicher Kunden weiterdrehen.
Im Audiokommentar der bluRay zum Musikfilm The Runaways verrät die Rockmusikerin Joan Jett, dass die Bandmitglieder von The Runaways regelmäßig Quaaludes zu sich genommen hätten, ein Rauschmittel in Pillenform.